# Stylurus laurae
Stylurus laurae – gatunek ważki z rodziny gadziogłówkowatych (Gomphidae). Występuje na terenie Ameryki Północnej.